# Peltocheirus peruvianus
Peltocheirus peruvianus är en insektsart som beskrevs av Young 1968. Peltocheirus peruvianus ingår i släktet Peltocheirus och familjen dvärgstritar.
Artens utbredningsområde är Peru. Inga underarter finns listade i Catalogue of Life.